# Noël Desenfans

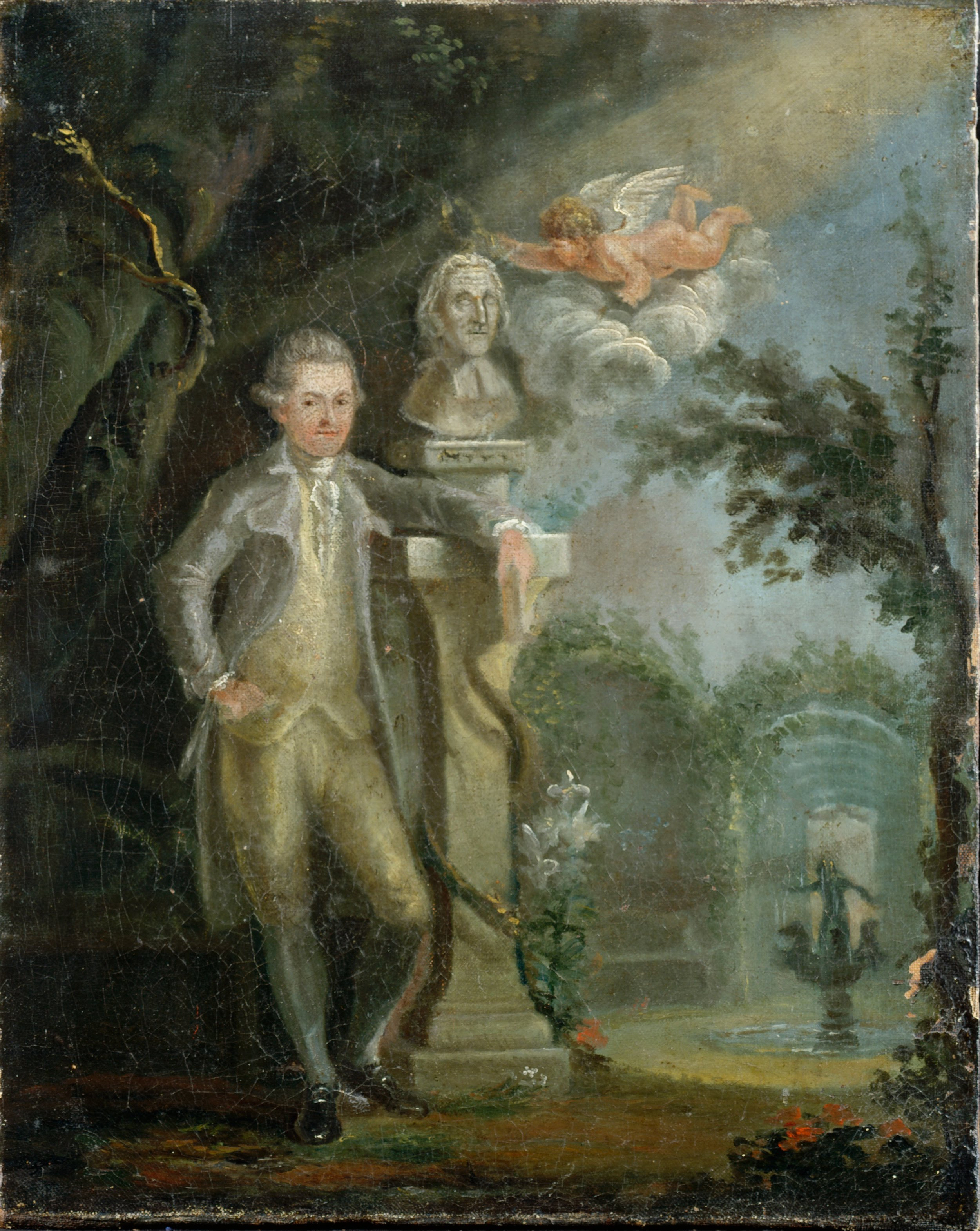
Noël Desenfans

Noël Desenfans (* Dezember 1744 in Avesnes-sur-Helpe, Frankreich; † 8. Juli 1807 in London) war ein englischer Kunsthändler. Zusammen mit Francis Bourgeois legte er den Grundstock für die Sammlung der Dulwich Picture Gallery in London.

## Leben
Desenfans studierte zunächst in Douai und Paris und versuchte sich als Theaterautor. 1769 ließ er sich als Sprachlehrer in London nieder, wo er 1776 die wohlhabende Margaret Morris (1731–1813) heiratete. Finanziell abgesichert durch die Heirat, begann Desenfans sich im Kunsthandel zu betätigen. Über dreißig Jahre lang arbeitete er vor allem mit dem französischen Kunsthändler Jean-Baptiste-Pierre Lebrun (1748–1813) zusammen. Desenfans präsentierte sich der Gesellschaft mehr als Kunstliebhaber denn als zielstrebiger Händler. Er dekorierte sein Privathaus mit einer umfangreichen Auswahl von Gemälden und hielt engen Kontakt zur Kunst- und Literaturszene.

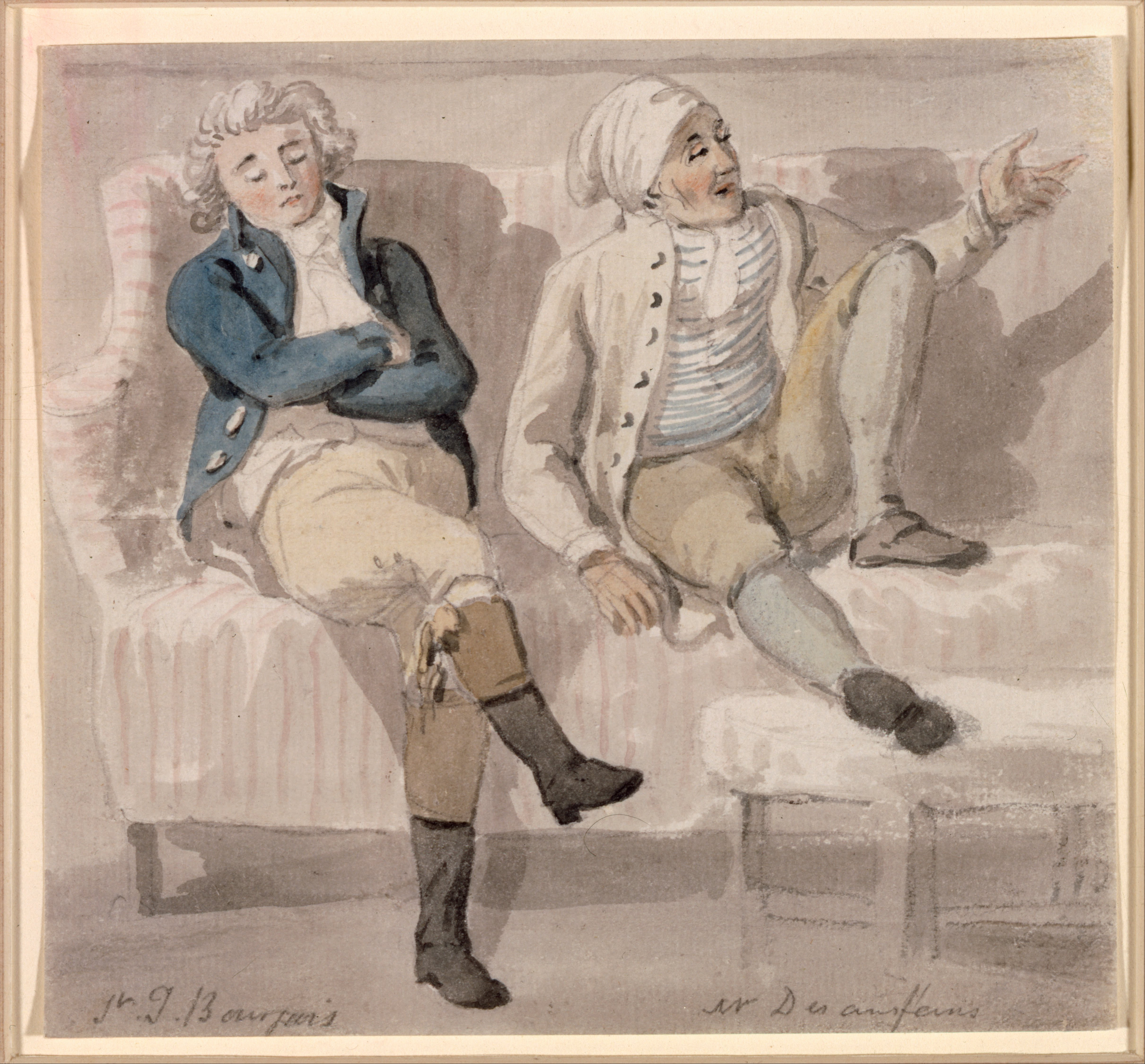
Francis Bourgeois und Noël Desenfans

Spätestens seit 1776 protegierte er Francis Bourgeois (1756–1811), einen englischen Landschaftsmaler, der seit diesem Jahr mit im Hause wohnte und Desenfans beim Kunsthandel unterstützte.
1790 beauftragte der polnische König Stanislaus II. August Poniatowski Desenfans und Bourgeois mit der Zusammenstellung einer Kunstsammlung für den polnischen Hof. Trotz der Wirren der Französischen Revolution und des damit verbundenen Ersten Koalitionskrieges reisten die beiden 1790–95 quer durch Europa und erwarben insgesamt 190 bedeutende Kunstwerke. Allerdings endete ihr Auftrag, als ihr Auftraggeber infolge der Dritten Polnischen Teilung abdankte und nicht mehr an der Sammlung interessiert war. Mit seinem Tode 1798 erlosch die letzte Hoffnung, die Gemälde übergeben und das dafür ausgegebene Geld – Desenfans selbst soll eine Summe von neuntausend Pfund genannt haben – zurückerstattet zu bekommen. Versuche, das Geld vom russischen Zaren zu erhalten, scheiterten ebenso wie der Plan, den er der britischen Regierung 1799 vorlegte, nämlich eine Nationalgalerie einzurichten. Auch eine Auktion 1802 erbrachte nicht die erwünschten Einnahmen.
1803 scheint sich Desenfans krankheitshalber aus dem Geschäft zurückgezogen zu haben. Am 8. Oktober 1803 setzte er sein Testament auf: Seine Frau und Bourgeois sollten sein Eigentum gemeinsam bekommen, die Kunstsammlung mit rund 350 Werken vermachte er Bourgeois allein.
Desenfans starb am 8. Juli 1807. Er wurde zunächst in einem Mausoleum auf seinem Grundstück am Portland Place in London beigesetzt. Nach der Fertigstellung des Mausoleums in der Dulwich Picture Gallery wurden seine Gebeine zusammen mit denen seiner Frau Margaret und denen von Bourgeois dorthin überführt.